# Sarah Miles
Sarah Miles (n. 31 decembrie 1941, Ingatestone⁠(d), Ingatestone and Fryerning⁠(d), Anglia, Regatul Unit) este o actriță britanică.

## Filmografie
- 1962: Procesul profesorului Weir (Term of Trial), regia Peter Glenville
- 1963: Servitorul (The Servant), regia Joseph Losey
- 1963: The Ceremony, regia Laurence Harvey
- 1963: The Six-Sided Triangle (scurtmetraj)
- 1965: I Was Happy Here, regia Desmond Davis
- 1965: Acei oameni minunați în mașinile lor zburătoare (Those Magnificent Men in Their Flying Machines or How I Flew from London to Paris in 25 Hours 11), regia Ken Annakin
- 1966: Blow-Up, regia Michelangelo Antonioni
- 1970: Fiica lui Ryan, (Ryan’s Daughter), regia David Lean
- 1972: Lady Caroline (Lady Caroline Lamb), regia Robert Bolt
- 1973: Angajatul (The Hireling), regia Alan Bridges
- 1973: A iubit-o pe Cat Dancing (The Man Who Loved Cat Dancing), regia Richard C. Sarafian
- 1974: Marile speranțe (Great Expectations), regia Joseph Hardy
- 1975: (Pepita Jiménez – Promessa sposa), regia Rafael Moreno Alba
- 1976: Marinarul pe care marea nu l-a mai iubit (The Sailor Who Fell from Grace with the Sea), regia Lewis John Carlino
- 1976: Dynasty (film TV) – Regie: Lee Philips
- 1978: Somnul de veci (The Big Sleep), regia Michael Winner
- 1981: Venin (Venom), regia Piers Haggard
- 1981: Misionarul iubirii (Priest of Love), regia Christopher Miles
- 1983: Staying Alive (Staying Alive), regia Sylvester Stallone
- 1984: Ispita inocenței (Ordeal by Innocence), regia Desmond Davies
- 1985: La aburi (Steaming), regia Joseph Losey
- 1986: Harem (Harem – The Loss of Innocence) (fim TV), regia William Hale
- 1987: Queenie, regia Larry Peerce
- 1987: Speranță și glorie (Hope and Glory), regia John Boorman
- 1988: Soția guvernatorului (White Mischief), regia Michael Radford
- 1990: Fantoma de la Monte Carlo (A Ghost in Monte Carlo), regia John Hough
- 1992: Atingerea mâinii (The Silent Touch / Dotkniecie reki), regia Krzysztof Zanussi
- 1994: Dandelion Dead (film TV), regia Mike Hodges
- 2001: Jurij, regia Stefano Gabrini
- 2001: Zile de dragoste și ură - Cefalonia (I giorni dell'amore e dell'odio - Cefalonia), regia Claver Salizzato
- 2003: Detectivi din întâmplare (The Accidental Detective), regia Vanna Paoli
- 2004: (Agatha Christie: Poirot – The Hollow) – Regie: Simon Langton

## Premii și nominalizări
- Premiile BAFTA 1963 : Meilleur nouveau scénariste, réalisateur ou producteur britannique pentru Procesul profesorului Weir
- Premiile BAFTA 1964: cea mai bună actriță britanică pentru Servitorul
- Laurel Awards 1965 : Laurel d'or de la meilleure nouveau-venue
- Oscar 1971 : Cea mai bună actriță pentru Fiica lui Ryan
- Globul de Aur 1971 : cea mai bună actriță într-un film dramatic pentru Fiica lui Ryan
- Premiile BAFTA 1971 : cea mai bună actriță pour Fiica lui Ryan
- Laurel Awards 1971 : Laurel d'or de la meilleure actrice pentru Fiica lui Ryan
- Globul de Aur 1977 : cea mai bună actriță într-un film dramatic pentru Marinarul pe care marea nu l-a mai iubit
- Premiile BAFTA 1988 : cea mai bună actriță pentru Speranță și glorie